# 32384 Scottbest
32384 Scottbest este o planetă minoră (asteroid), cu un diametru de 8,047 km, din centura de asteroizi. A fost descoperită pe 26 august 2000 la Experimental Test Site⁠(d) de Lincoln Near-Earth Asteroid Research. 
Obiectul prezintă o orbită caracterizată de o semiaxă mare de 2,7797147 UAi, o excentricitate de 0,14, o înclinație de 9,28357 ° în raport cu ecliptica.